# تشدیدکننده‌های حلقه نوری

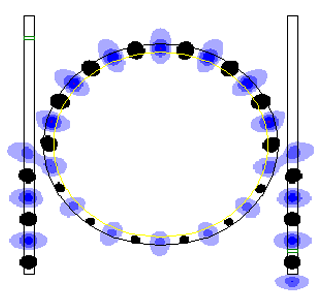
یک شبیه‌سازی کامپیوتری تشدید‌کننده حلقه که ورودی موج پیوسته را در تشدید نشان می‌دهد.

یک تشدیدکننده حلقه نوری (به انگلیسی: optical ring resonator) مجموعه‌ای از موج‌بَر است که در آن حداقل یک حلقه‌ی بسته تزویج شده به نوعی همراه ورودی و خروجی نور است. (اینها می‌توانند باشند، اما محدود به بودن موج‌بر نیستند) مفاهیم موجود در زمینه تشدید حلقه نوری، همان مفهوم پیشین گالری‌های زمزمه‌کننده (به انگلیسی: Whispering Gallery) است، به جز این‌که آنها از نور استفاده می‌کنند و از خواصِ پیشینِ تداخل سازنده و بازتاب داخلی کلی پیروی می‌کنند. هنگامی که نور  از طول موج رزونانس از طریق حلقه موج‌بَر ورودی گذشت، به‌ دلیل تداخل سازنده، در طول پیمایش‌های چندگانه به شدت تقویت می‌شود، و به مسیر موج‌برنده خروجی که به صورت یک آشکارساز به کار می‌رود، شدت می‌یابد. از آنجا که فقط چند طول موج انتخابی در داخل حلقه تشدید می‌شوند، تشدیدکننده حلقه نوری به عنوان یک فیلتر عمل می‌کند. علاوه بر این، همانطور که قبلاً مشخص شد، می‌توان دو یا چند موج‌بَر حلقه را به یکدیگر وصل کرد تا یک فیلتر نوری حذف/اضافه تشکیل شود  . 

## زمینه

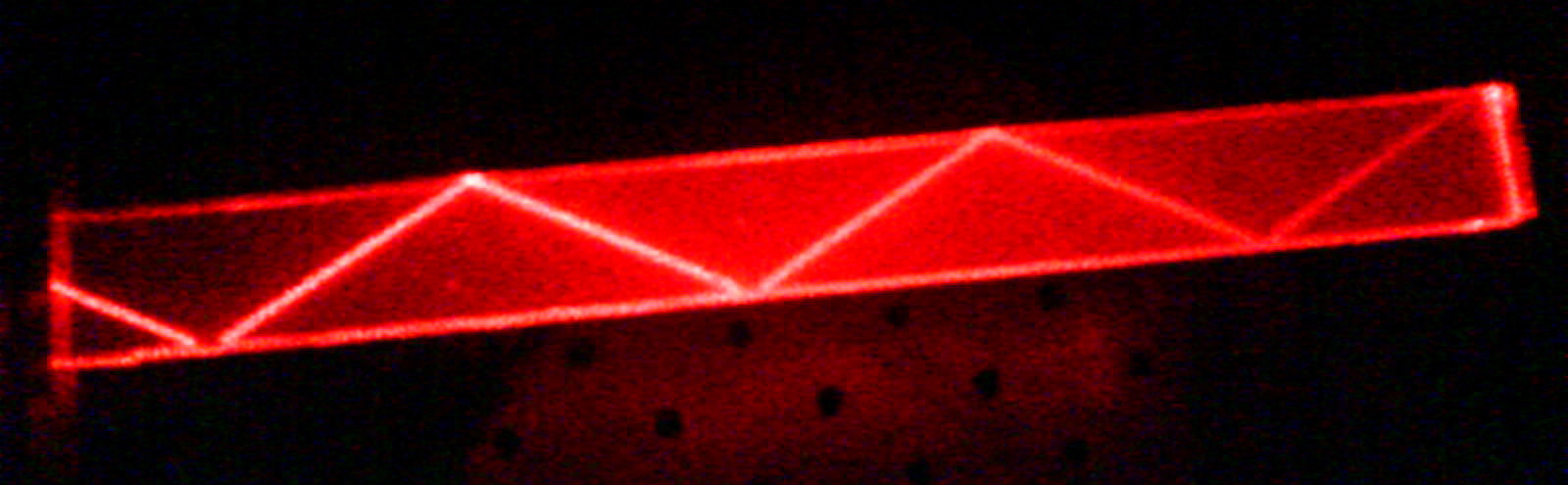
بازتاب کل داخلی در PMMA

تشدید‌کننده حلقه نوری بر اصول پیشین بازتاب داخلی داخلی، تداخل سازنده و تزویج نوری کار می‌کند. 